# Lozika (biljni rod)
Lozika (hrv. lozika; lat. Ampelopsis), biljni rod iz porodice lozovki smješten u tribus Ampelopsideae, dio potporodice Vitoideae. Postoji 16 vrsta kroz jug Azije, od istočnog Mediterana do Ruskog dalekog istoka, te u Sjevernoj Americi

## Vrste
1. Ampelopsis aconitifolia Bunge
2. Ampelopsis acutidentata W.T.Wang
3. Ampelopsis bodinieri (H.Lév. & Vaniot) Rehder
4. Ampelopsis chondisensis (Vassilcz. & V.N.Vassil.) Tulyag.
5. Ampelopsis cordata Michx.
6. Ampelopsis delavayana Planch. ex Franch.
7. Ampelopsis denudata Planch.
8. Ampelopsis glandulosa (Wall.) Momiy.
9. Ampelopsis humulifolia Bunge
10. Ampelopsis japonica (Thunb.) Makino
11. Ampelopsis mollifolia W.T.Wang
12. Ampelopsis orientalis (Lam.) Planch.
13. Ampelopsis tadshikistanica Zaprjagaeva
14. Ampelopsis tomentosa Planch. ex Franch.
15. Ampelopsis vitifolia (Boiss.) Planch.
16. Ampelopsis wangii I.M.Turner

## Sinonimi
- Ituterion Raf.
- Vitaeda Börner